# Grewia trinervia
Grewia trinervia är en malvaväxtart som beskrevs av De Wild.. Grewia trinervia ingår i släktet Grewia och familjen malvaväxter. Inga underarter finns listade i Catalogue of Life.